# Львувек (Мазовецьке воєводство)
Львувек (пол. Lwówek) — село в Польщі, у гміні Санники Ґостинінського повіту Мазовецького воєводства.
Населення — 398 осіб (2011).
У 1975-1998 роках село належало до Плоцького воєводства.

## Демографія
Демографічна структура станом на 31 березня 2011 року:
|          | Загалом | Допрацездатний вік | Працездатний вік | Постпрацездатний вік |
| -------- | ------- | ------------------ | ---------------- | -------------------- |
| Чоловіки | 199     | 42                 | 138              | 19                   |
| Жінки    | 199     | 32                 | 111              | 56                   |
| Разом    | 398     | 74                 | 249              | 75                   |